# Guillaume van Oldenbarnevelt
Pour les articles homonymes, voir Barneveldt.
Guillaume Olden-Barnevelt (Willem van Oldebnbarnevelt), né à La Haye en 1590 et mort avant 1638, est militaire néerlandais et l'un des fils du grand pensionnaire Johan van Oldenbarnevelt.

## Biographie
Capitaine de cavalerie, il épouse en 1616 Walburch de Marnix de Saint-Aldegonde, petite-fille de Philippe de Marnix de Sainte-Aldegonde. Après l'exécution de son père par le prince Maurice d'Orange, Guillaume projette d'assassiner le prince avec l'aide de son frère René et du prêcheur remonstrant Slatius. L'attentat échoue et René est décapité à La Haye en 1623. Guillaume s'échappe et se réfugie à Bruxelles. Il entre en correspondance avec Hugo Grotius, jusqu'en 1633.
Bien qu'inconnue, la date de sa mort est estimée vers 1638, sa femme s'étant remariée cette année-là.

## Source
Cet article comprend des extraits du Dictionnaire Bouillet. Il est possible de supprimer cette indication, si le texte reflète le savoir actuel sur ce thème, si les sources sont citées, s'il satisfait aux exigences linguistiques actuelles et s'il ne contient pas de propos qui vont à l'encontre des règles de neutralité de Wikipédia.